# Вирабхадра Госвами
Вирабха́дра Госва́ми (IAST: Vīrabhadra Gosvāmī) или Вирача́ндра Госва́ми (IAST: Vīracandra Gosvāmī) — кришнаитский святой, живший в XVI веке в Бенгалии. Считается воплощением Кширодакашайи Вишну — одной из экспансий Санкаршаны. Был сыном второй жены Нитьянанды Васудхи и учеником Джахнавы.
В «Чайтанья-чаритамрите» говорится, что «Вирабхадра Госвами является самой большой ветвью после Нитьянанды Прабху. От неё, в свою очередь, отходят бесчисленные побеги и отростки. Описать их все невозможно. Он — центральная опора в зале преданного служения, который воздвиг Шри Чайтанья Махапрабху. Внутри Вирабхадра Госани сознавал, что действует как Верховный Господь Вишну, но внешне не выказывал ни малейшей гордыни. Благодаря безграничной милости Вирабхадры Госвами люди всего мира имеют теперь возможность петь имена Чайтаньи и Нитьянанды». Хотя Бирачандра был Самим Богом, он представил себя в качестве великого преданного. Несмотря на то, что он был трансцендентен ко всем предписаниям Вед, он строго следовал всем ведическим ритуалам.
Два преданных Чайтаньи по имени Абхирама Тхакур и Гададхара Даса жили вместе со Вирабхадрой Госвами. Когда Нитьянанда отправился проповедовать в Бенгалию, Абхирама Тхакур и Гададхара Даса ушли вместе с ним. Поэтому иногда их относят к числу последователей Чайтаньи, а иногда — к числу последователей Нитьянанды.
В «Бхакти-ратнакаре» описывается, что когда Вирабхадра Госвами посетил Вриндавану, все жители Вриндавана вышли, чтобы увидеть его. Они были очень рады получить его даршан. Каждый был поражён, узрев проявляемые им симптомы экстатической бхакти. Бирачандра Прабху получил даршан главных божеств Вриндавана: Мадана-мохана, Радхи-Говинды, Радхи-Гопинатхи. По указанию Джахнавы Деви он совершил Враджа-мандала парикраму. Во время своего долгого паломничества он проявил множество изумительных и чудесных признаков божественной любви. Его пушпа-самадхи находится в районе 64 самадхи во Вриндаване.

## Родословная потомков Вирабхадры Госвами
В деревне Джхаматапура, в районе Хугли (ныне в Западной Бенгалии), у Вирабхадры Госвами был ученик по имени Ядунатхачарья, у которого было две дочери — родная дочь Шримати и приёмная Нараяни. Обе они вышли замуж, и их имена упомянуты в «Бхакти-ратнакаре». У Вирабхадры Госвами было трое учеников, которых называют его сыновьями: Гопиджана-валлабха, Рамакришна и Рамачандра. Младший из них, Рамачандра, происходил из рода Шандильи и носил родовое имя Ватавьяла. Он жил в Кхададахе со своей семьёй, потомки которой носят титул «госвами из Кхададахи». Старший ученик по имени Гопиджана-валлабха жил в деревне Лата (недалеко от железнодорожной станции Манакара в районе Бурдвана). Средний ученик, Рамакришна, жил неподалёку от Маладахи, в деревне Ганешапура. Все трое учеников принадлежали к разным готрам, носили разные фамилии и жили в разных местах, из чего Бхактисиддханта Сарасвати делает вывод, что они не были сыновьями Вирабхадры Госвами. У Рамачандры было четверо сыновей, старшего из которых звали Радхамадхава. Третьего сына последнего звали Ядавендрой. У Ядавендры был сын Нандакишора, а у него — Чайтаньячандра. У Чайтаньячандры родился сын Кришнамохана, а у Кришнамоханы — Джаганмохана. Сына Джаганмоханы звали Враджанатха, а сына Враджанатхи — Шьямала Госвами. Такова родословная потомков Вирабхадры Госвами, которую приводит Бхактисиддханта Сарасвати Тхакур.

## Предание об изваянии мурти Радхаваллабхи, Шьямасундары и Шри Кришна Райа
Бхактисиддханта Сарасвати Тхакур описывает в «Анубхашье», что в трёх километрах от деревни Кумарахатта (Камархатта), находящейся в нескольких километрах от Калькутты, есть другая деревня под названием Канчадапада, где в своё время жил Шивананда Сен. Там он построил храм Шри Гаурагопалы. Шринатха Пандит основал там же другой храм, установив в нём мурти Шри Радхи-Кришны. Мурти в этом храме носит имя «Шри Кришна Рай». 
В 1786 году известный заминдар по имени Нимай Маллик, живший в Патхурия-гхате, в Калькутте, построил новый большой храм Шри Кришны Рая. Перед храмом есть большой двор, обнесённый высокой стеной. На табличке в храме написаны имена Шринатхи Пандита, его отца и деда, а также дата завершения строительства храма. Шринатха Пандит, один из учеников Адвайты Ачарьи, был духовным учителем третьего сына Шивананды Сена, которого звали Кави Карнапура. Говорится, что мурти Кришны Рая было установлено при Кави Карнапуре. По преданию, Вирабхадра Госвами принёс из Муршидабада огромный камень, из которого были изваяны три мурти: Радхаваллабха из Валлабхапуры, Шьямасундара из Кхададахи и Шри Кришна Рай из Канчадапады. Дом Шивананды Сена стоял на берегу Ганги недалеко от полуразрушенного храма. Говорят, что тот же Нимай Маллик из Калькутты как-то увидел этот разрушенный храм Кришны Рая по пути в Варанаси и позже возвёл новый храм, сохранившийся до наших дней.